# روبرت مالون
روبرت مالون (بالإنجليزية: Robert Malone)‏ هو لاعب كرة قدم أمريكية أمريكي، ولد في 4 فبراير 1988 في أورانج في الولايات المتحدة.

## وصلات خارجية
- روبرت مالون على موقع مرجع كرة القدم المحترفة.كوم (الإنجليزية)